# Hôpital adventiste de Sydney
L'hôpital adventiste de Sydney (en anglais, Sydney Adventist Hospital) se trouve à Wahroonga dans la banlieue de Sydney en Australie. 

## Histoire
Fondé en 1903, le nom initial de l'hôpital fut le Sanitarium of Sydney. Il possédait 70 lits. Dr. Merritt Kellogg, le frère de John Harvey Kellogg, dessina le plan du bâtiment original. Bien qu'il porte le nom actuel depuis 1973, l'hôpital continue à être communément appelé " le San ". En 1986, il démarra un programme dans les pays en voie de développement pour soigner et opérer les malades défavorisés. Environ 90 voyages ont été effectués dans neuf pays.

## Services
L'hôpital adventiste de Sydney offre un éventail de services en chirurgie, cardiologie, diagnostic, médecine du bien-être, orthopédie, urologie et traitement du cancer. Avec un personnel de 2 000 personnes, il sert plus de 45 000 hospitalisés et plus de 155 000 patients annuellement. 
Le San est affilié à Avondale College pour la formation d'infirmiers. En 2005, il reçut le prix national d'excellence clinique pour un hôpital privé.